# Slaget ved Dien Bien Phu
Slaget ved Điện Biên Phủ blev udkæmpet under Den første indokinakrig mellem den 13. marts og 7. maj 1954 mellem Det franske fjernøstlige ekspeditionskorps og Viet Minhs kommunistiske revolutionære styrker. USA var ikke officielt en del af krigen, men støttede i hemmelighed Frankrig ved finansiel og materiel støtte. Tilsvarende støttede Kina og Sovjetunionen Viet Minh bl.a. ved levering af artilleri og ammunition.
Điện Biên Phủ er en lille by med 22.400 indbyggere[kilde mangler] i det nordvestlige Vietnam. Den 6. maj 1954 blev byen indtaget af Ho Chi Minhs tropper efter en 57 dage lang belejring. Det var mod forventning lykkedes oprørstropperne, Viet Minh, at slæbe tungt artilleri op ad bakkerne omkring byen, hvilket resulterede i de franske troppers nederlag.[kilde mangler] Alle 13.000 franske soldater, hvoraf mange var fra Fremmedlegionen,[kilde mangler] blev enten dræbt eller taget til fange. De vietnamesiske tab estimeres til 25.000. Dette nederlag blev afgørende for Frankrigs beslutning om at give Indokina dets selvstændighed.
Fransk Indokina bestod af Vietnam, Laos og Cambodja. Efter nederlaget ved Điện Biên Phủ i 1954 blev landene selvstændige.
Det gav anledning til Vietnamkrigen 1959 – 1975.[kilde mangler]
- Wikimedia Commons har flere filer relateret til Slaget ved Dien Bien Phu

| Historie | Spire Denne historieartikel er en spire som bør udbygges. Du er velkommen til at hjælpe Wikipedia ved at udvide den. |

21°23′13″N 103°00′56″Ø / 21.386944444444°N 103.01555555556°Ø